# Крумбейн, Уильям
Уильям Крумбейн (англ. William Christian Krumbein) (1902–1979) — известный американский геолог. В его честь названа медаль Международной ассоциации математической геологии (англ. Association for Mathematical Geology) — IAMG. Эта медаль была основана на 25-м Международном геологическом конгрессе в Сиднее, в 1976 году. Уильям Крумбейн был одним из основателей IAMG.
Крумбейн родился в Бивер-Фолс, Пенсильвания, США, в январе 1902 года и умер 18 августа 1979 года.
Среди научных достижений — φ-шкала в гранулометрии.

## Работы
- W. C. Krumbein and Pettijohn F. J., "Manual of sedimentary petrography, New York, Appleton-Century, 1938
- Krumbein W. C., "Measurement and geological significance of shape and roundness of sedimentary particles." Journal of Sedimentary Research; August 1941; v. 11; no. 2; p. 64-72. doi:10.1306/D42690F3-2B26-11D7-8648000102C1865D
- W. C. Krumbein and L. L. Sloss, "Stratigraphy and sedimentation", San Francisco, W. H. Freeman, 1963
- W. C. Krumbein and F. A. Graybill, "An introduction to statistical models in geology", New York, McGraw-Hill, 1965